# TNA Television Championship
Het TNA Television Championship was een professioneel worstelkampioenschap van Total Nonstop Action Wrestling (TNA). Deze kampioenschap was samen met TNA X Division Championship de tweede hoogste ranking van de kampioenschappen in TNA, achter de TNA World Heavyweight Championship. Nadat de tittel al geruime tijd niet meer in shows van TNA voor kwam werd hij door Kurt Angle, als een van zijn eerste daden als Executive Director of Wrestling Operations, inactief verklaard.

## Titel geschiedenis
| Nr.                                   | Worstelaars       | #                 | Datum             | Stad      | Evenement             | Aantekeningen |
| ------------------------------------- | ----------------- | ----------------- | ----------------- | --------- | --------------------- | --- |
| TNA Legends Championship              |                   |                   |                   |           |                       | |
| 1                                     | Booker T          | 1                 | 23 oktober 2008   | Las Vegas | TNA Impact!           | Booker T verklaarde hemzelf als de eerste kampioen, nadat hij de titel had onthuld. De titel was bekend als het TNA Legends Championship en stond niet in het verhaallijn. |
| 2                                     | A.J. Styles       | 1                 | 15 maart 2009     | Orlando   | Destination X 2009    | Op 19 maart 2009 op een aflevering van Impact! bekwam AJ Styles de eerste TNA Grand Slam Champion door het TNA Legends Championship te winnen. De titel werd officieel gesanctioneerd door de promotie na deze titelwijziging.                                                  |
| 3                                     | Kevin Nash        | 1                 | 19 juli 2009      | Orlando   | Victory Road 2009     | |
| 4                                     | Mick Foley        | 1                 | 22 juli 2009      | Orlando   | TNA Impact!           | Deze aflevering werd uitgezonden op 30 juli 2009. |
| 5                                     | Kevin Nash        | 2                 | 16 augustus 2009  | Orlando   | Hard Justice 2009     | |
| 6                                     | Eric Young        | 1                 | 18 oktober 2009   | Irvine    | Bound for Glory 2009  | Young noemde de titel naar TNA Global Championship op 29 oktober 2009. |
| TNA Global Championship               |                   |                   |                   |           |                       | |
| 7                                     | Rob Terry         | 1                 | 27 januari 2010   | Cardiff   | Live evenement        | |
| 8                                     | A.J. Styles       | 2                 | 13 juli 2010      | Orlando   | TNA Impact!           | Deze aflevering werd uitgezonden op 22 juli 2010. A.J. Styles noemde de titel naar TNA Television Championship op 29 juli 2020 op een aflevering van TNA Impact!. |
| TNA Television Championship           |                   |                   |                   |           |                       | |
| 9                                     | Douglas Williams  | 1                 | 5 december 2010   | Orlando   | Final Resolution 2010 | |
| 10                                    | Abyss             | 1                 | 5 december 2010   | Orlando   | Genesis 2011          | |
| Vacant gesteld                        | Vacant gesteld    | Vacant gesteld    | 14 maart 2011     | Orlando   | TNA Impact!           | Abyss was niet in staat om de titel te verdedigen. Deze aflevering werd uitgezonden op 17 maart 2001. |
| 11                                    | Gunner            | 1                 | 14 maart 2011     | Orlando   | TNA Impact!           | Gunner won de Triple Threat match van Murphy en Rob Terry. |
| 12                                    | Eric Young        | 2                 | 17 mei 2011       | Orlando   | TNA Impact!           | Deze aflevering werd uitgezonden op 26 mei 2011. |
| 13                                    | Robbie E          | 1                 | 13 november 2011  | Orlando   | Turning Point 2011    | |
| 14                                    | Devon             | 1                 | 18 maart 2012     | Orlando   | Victory Road 2012     | |
| Vacant gesteld                        | Vacant gesteld    | Vacant gesteld    | 26 september 2012 | /         | /                     | De contractonderhandelingen tussen Devon en TNA werd alsnog beëindigd. |
| 15                                    | Samoa Joe         | 1                 | 27 september 2012 | Orlando   | TNA Impact!           | Samoa Joe versloeg Mr. Anderson voor het vacante titel. |
| 16                                    | Devon             | 2                 | 6 december 2012   | Orlando   | TNA Impact!           | |
| 17                                    | Abyss             | 2                 | 2 juni 2013       | Boston    | Slammiversary XI      | |
| Tittel opgeborgen                     | Tittel opgeborgen | Tittel opgeborgen | 3 juli 2014       | /         | /                     | Kurt Angle maakte bekend dat de titel ontbonden werd en niet meer zal gebruiken in de toekomst. |
| TNA King of the Mountain Championship |                   |                   |                   |           |                       | |
| 18                                    | Jeff Jarett       | 1                 | 28 juni 2015      | Orlando   | Slammiversary 2015    | Het kampioenschap werd weer gereactiveerd door TNA op 25 juni 2015 en werd toen genoemd naar TNA King of the Mountain Championship. Jarrett won van Bobby Roode, Drew Galloway, Eric Young & Matt Hardy in een King of the Mountain match om het kampioenschap te winnen.       |
| Vacant gesteld                        | Vacant gesteld    |                   | 27 juli 2015      | Orlando   | TNA Impact!           | De title werd vacant gesteld nadat Jeff Jarrett TNA General Manager bekwam. Deze aflevering werd uitgezonden op 12 augustus 2015. |
| 19                                    | PJ Black          | 1                 | 27 juli 2015      | Orlando   | TNA Impact!           | Black won van Lashley, Chris Mordetzky, Eric Young & Robbie E in een King of the Mountain match om het vacante titel te winnen. Deze aflevering werd uitgezonden op 12 augustus 2015.                                                                                           |
| 20                                    | Bobby Roode       | 1                 | 28 juli 2015      | Orlando   | TNA Impact!           | Deze aflevering werd uitgezonden op 2 september 2015. |
| 21                                    | Eric Young        | 3                 | 6 januari 2016    | Bethlehem | TNA Impact!           | Deze aflevering werd uitgezonden op 12 januari 2016. |
| 22                                    | Bram              | 1                 | 19 maart 2016     | Orlando   | Sacrifice 2016        | Dit was een Falls Count Anywhere Match. Deze aflevering werd uitgezonden op 26 april 2016. |
| 23                                    | Eli Drake         | 1                 | 23 april 2016     | Orlando   | TNA Impact!           | Drake cashte zijn Feast or Fired contract in, nadat Bram werd aangevallen door Lashley. Deze aflevering werd uitgezonden op 13 maart 2016. |
| 24                                    | James Storm       | 1                 | 14 juli 2016      | Orlando   | TNA Impact!           | Deze aflevering werd uitgezonden op 4 augustus 2016. |
| 25                                    | Lashley           | 1                 | 11 augustus 2016  | Orlando   | TNA Impact!           | Dit was een Winner Takes All Match waarbij Lashley's TNA World Heavyweight en X Division Championship op het spel stonden. |
| Titel opgeborgen                      | Titel opgeborgen  |                   | 12 augustus 2016  | Orlando   | TNA Impact!           | Lashley verenigde het kampioenschap met zijn TNA World Heavyweight Championship. Op 13 augustus 2016 bij de opnames van Impact Wrestling, TNA President Billy Corgan kondigde aan dat de titel officieel werd opgeborgen. Deze aflevering werd uitgezonden op 18 augustus 2016. |